# Vicente López (partido)
Pour les articles homonymes, voir Vicente López et López.
Ne doit pas être confondu avec Vicente López (Buenos Aires).

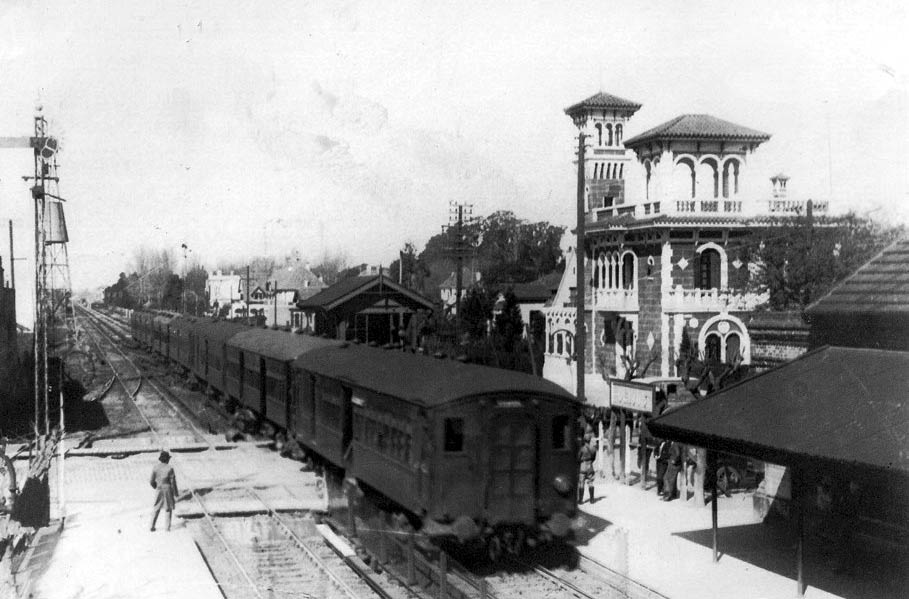
La gare d'Olivos, vers 1928.

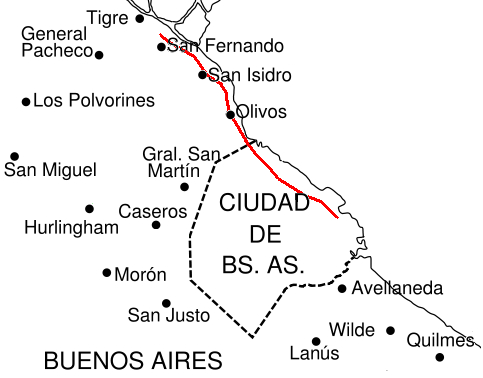
L'Avenida del Libertador, qui passe d'abord, au nord de Buenos Aires, par Olivos (une quinzaine de kilomètres), avant de rejoindre San Isidro et San Fernando. À l'est, le Río de la Plata.

Vicente López est un partido de la province de Buenos Aires (Argentine). Nommé d'après le président Vicente López y Planes, auteur de l'hymne national argentin, c'est l'un des plus chics, sinon le plus chic partido, du Grand Buenos Aires, et, en nombre de population, l'équivalent de la huitième ville d'Argentine. Son chef-lieu est Olivos.
La résidence du président de l'Argentine, la Quinta Presidencial de Olivos (es), y est située, l'Avenida del Libertador traversant Olivos. Le district compte davantage d'établissements d'enseignements privés que publics, qui, à l'exception de deux établissements bilingues anglais et de trois bilingues allemands, sont tous catholiques (deux d'entre eux sont restés unisexes jusqu'à 1995).
C'est également ici, dans sa maison de Gaspar Campos, que le général Juan Perón accueillit en novembre 1972 les foules venues le voir, encadrées par les Jeunesses péronistes, qui détonnaient dans le paysage.
Le maire actuel est Enrique García (UCR, membre de la Concertación Plural qui soutient Cristina Kirchner), constamment réélu depuis 1987 (la dernière fois en 2007).

## Démographie
| Population | 12.100 | 149.958    | 247.656  | 285.178  | 291.072 | 289.505 | 274.082 | 269.420 | 282.281 |
| Variation  | -      | +1139,32 % | +65,15 % | +15,15 % | +2,06 % | -0,53 % | -5,32 % | -1,70 % | +4,08 % |

Source : Instituto Nacional de Estadísticas y Censos, INDEC